# Wilhelm Schmidt (Politiker, 1883)
Wilhelm Schmidt (* 8. März 1883 in Bristow bei Schorssow; † 15. Oktober 1975 in Bremen) war ein deutscher Bäcker, Bremer Bürgerschaftsabgeordneter (SPD) und Leiter der Regierungskanzlei des Senats.

## Leben

### Ausbildung und Beruf
Schmidt besuchte die Volksschule und erlernte den Beruf eines Bäckers, den er bis 1908 ausübte. Von 1908 bis 1933 war er Angestellter bei der Bremer Behörde zunächst als Amtsbote der  Hochbauinspektion, dann seit 1923 als Verwaltungsbeamter und seit 1927 als städtischer Fürsorger. Seine Tochter war Annemarie Mevissen.
Nach dem Zweiten Weltkrieg war er von 1945 bis 1949/50 Leiter der Regierungskanzlei des Senats in Bremen. Sein Nachfolger in diesem Amt war Johann Osterloh.

### Politik
Schmidt wurde 1903 Mitglied der SPD und war von 1917 bis 1922 vorübergehend Mitglied in der USPD. Er war Mitglied in der Gewerkschaft.
Er war nach dem Ersten Weltkrieg 1919/1920 Mitglied in der verfassunggebenden Bremer Nationalversammlung und  von 1920 bis 1933 Mitglied der Bremischen Bürgerschaft.
In der Zeit des Nationalsozialismus war er zeitweise 1933/34 in „Schutzhaft“ und 1944 im Arbeitserziehungslager Farge inhaftiert.